# Proparachaeta rosae
Proparachaeta rosae är en tvåvingeart som beskrevs av Toma och Guimaraes 2000. Proparachaeta rosae ingår i släktet Proparachaeta och familjen parasitflugor. Inga underarter finns listade i Catalogue of Life.